# Dąbrowica (powiat tarnobrzeski)

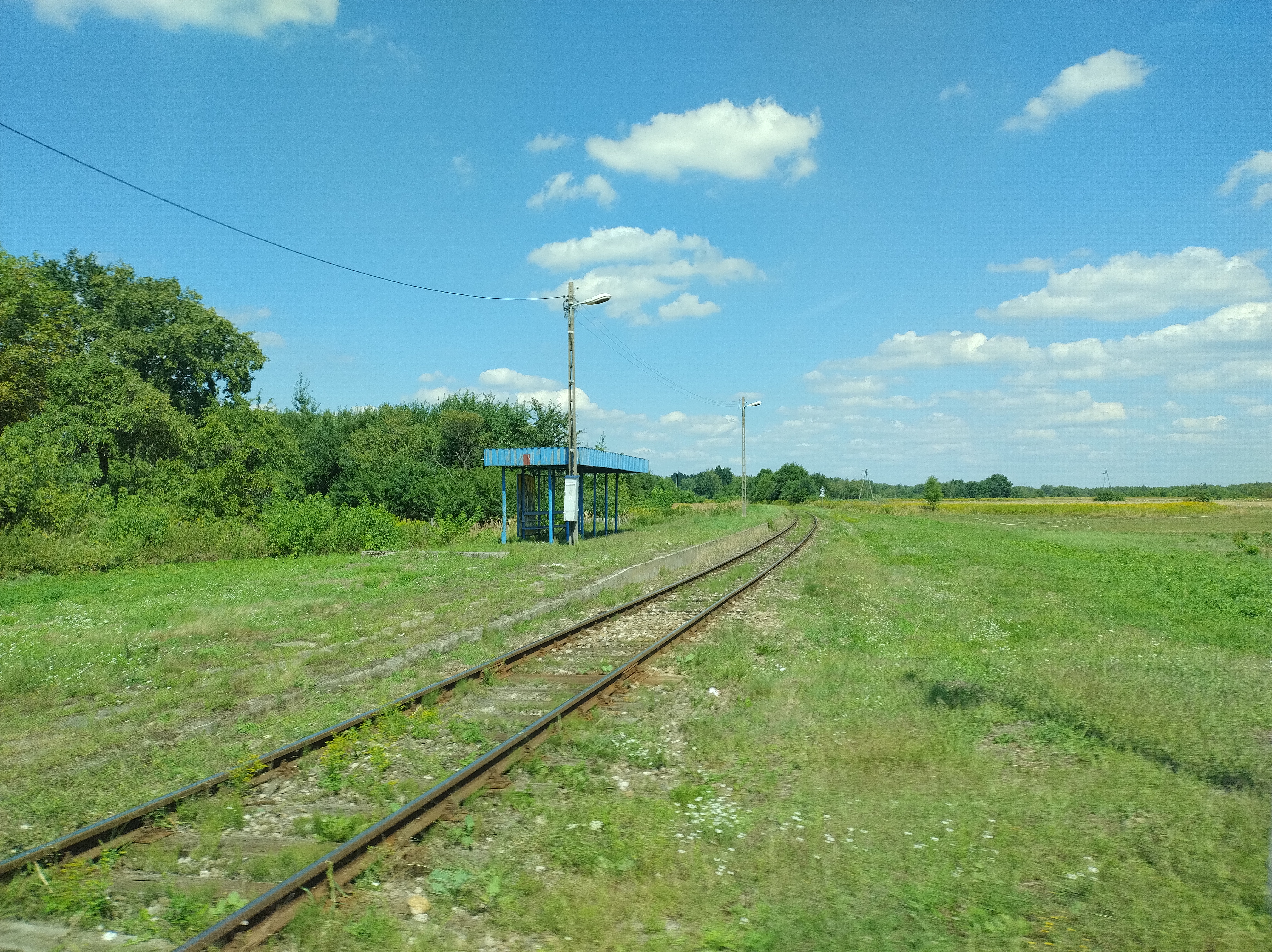
Nieczynny przystanek kolejowy Dąbrowica Małopolska (2024)

Dąbrowica – wieś w Polsce położona w województwie podkarpackim, w powiecie tarnobrzeskim, w gminie Baranów Sandomierski.
W latach 1954–1972 wieś należała i była siedzibą władz gromady Dąbrowica. W latach 1975–1998 miejscowość należała administracyjnie do województwa tarnobrzeskiego.
| SIMC    | Nazwa        | Rodzaj    |
| ------- | ------------ | --------- |
| 0787135 | Górki        | część wsi |
| 0787141 | Góry         | część wsi |
| 0787158 | Kolnica      | część wsi |
| 0787164 | Krzyczówka   | część wsi |
| 0787170 | Kusie        | część wsi |
| 0787187 | Pod Potokiem | część wsi |
| 0787193 | Podedworze   | część wsi |
| 0787201 | Podlesie     | część wsi |

## Historia wsi
Według Liber beneficiorum Jana Długosza Dąbrowica figuruje na liście miejscowości już w XV wieku. Nazwa miejscowości najprawdopodobniej pochodzi od słowa „Dąbrowy” (nazwa okolicznych pól).
Dąbrowica – jak podaje wydany w latach 1880-1897 „Słownik Geograficzny Królestwa Polskiego” – była 100 lat temu wsią złożoną z 343 domów; była zamieszkiwana przez 1987 mieszkańców. Znajdował się tu „obszar dworski gruntu ornego 904, łąk i ogrodów 510, pastwisk 135, lasu 1522 metrów”. Na terenie wsi funkcjonowała gorzelnia. W przeciwieństwie do znacznej części baranowskich dóbr, właścicielem byli nie Dolańscy, ale Feliks Bogusz.
Od 1898 r. we wsi działa ochotnicza straż pożarna.
Na obszarze wsi znajduje się 5 kapliczek i 5 krzyży, pochodzących sprzed drugiej wojny światowej. Dziś oprócz nielicznych starych zagród zachowała się w samym centrum miejscowości murowana kapliczka z 1913 roku, wybudowana w ramach podziękowania Matce Bożej Nieustającej Pomocy za koniec epidemii cholery z lat 1912-13.
Od 16 lutego 1924 przynależy do parafii Ślęzaki.
Od 1 stycznia 2009 roku na terenie miejscowości funkcjonuje Zespół Szkolno-Przedszkolny w skład którego wchodzi Publiczne Przedszkole oraz Publiczna Szkoła Podstawowa im. Batalionów Chłopskich. W Dąbrowicy od 1953 roku działa klub piłkarski LZS „Strzelec” który obecnie (6 marca 2021 roku) występuje w Klasie A.
Przez miejscowość przebiega linia kolejowa nr 25 Dębica – Tarnobrzeg – Łódź Kaliska z nieczynnym od 2009 r. przystankiem Dąbrowica Małopolska.
Ze wsią wiąże się legenda o sercu lasowiackim.

## Znani dąbrowiczanie
- Anna Rzeszut – działaczka kulturalna
- Piotr Turbak – jezuita[10]